# Lamier pourpre
Lamium purpureum var. purpureum
Variété
Classification phylogénétique
Le Lamier pourpre  ou Ortie rouge (Lamium purpureum var. purpureum) est une variété de plantes à fleurs de la famille des Lamiaceae. C'est une plante herbacée très commune en Europe, et considérée comme une mauvaise herbe.
Il s'agit de la variété type de l'espèce Lamium purpureum. 

## Étymologie
Lamier est la francisation de lamium issu du latin lamia, tiré du même mot grec désignant une créature monstrueuse (Lamia, ogresse dans la mythologie grecque), provenant de laimos, « gorge, gosier ». La corolle bilabiée des lamiers peut évoquer, pour un esprit imaginatif, une gueule ouverte. L'épithète purpureum fait référence à la couleur pourpre de ses feuilles apicales qui correspondent aux bractées de l'inflorescence.

## Description

### Appareil végétatif
C'est une plante herbacée annuelle de 5 à 40 cm de hauteur, avec une croissance continue et un développement monopodique. La ramification est immédiate, basitone et sélective. La souche à racine pivotante a la capacité de coloniser l'espace à courte distance par reproduction asexuée ou clonale. Ce développement latéral est une stratégie de croissance clonale permettant une certaine mobilité végétative. Les tiges quadrangulaires sont couchées à la base, puis dressées, ramifiées. Longuement nues ou peu feuillées à la base puis densément feuillées et fleuries au sommet, elles portent des feuilles décussées pétiolées, ovales ou en cœur (parfois triangulaires), à bords crénelés, à surface gaufrée, à nervation réticulée (nervures primaires et secondaires bien marquées), de couleur vert foncé (pourprées ou rougeâtres au sommet). Pubescente et inodore, elle dégage une odeur fétide au froissement. Les feuilles sont souvent acuminées, inégalement dentées-incisées, ce dernier caractère rappelant la feuille d'ortie, d'où son nom vernaculaire.

### Appareil reproducteur
L'inflorescence est un glomérule de cymes bipares condensées (cymules) axillant les feuilles supérieures purpurines (feuilles juvéniles riches en anthocyanes au rôle protecteur) correspondant aux bractées. Elle regroupe des fleurs hermaphrodites généralement pourpres clair (rarement rosées ou blanches), à calice marcescent formé de 5 sépales marqués par 5 dents égales. Le corolle est également bilabié : la lèvre supérieure en casque (formée de 2 pétales soudés) protège les organes reproducteurs des intempéries et du soleil ; la lèvre inférieure à 3 lobes (les latéraux très petits et dentiformes, le lobe terminal échancré sur plus d'un tiers de sa longueur) sert de plate-forme à l'insecte qui vient chercher le nectar, le pollinisateur étant orienté par un guide de nectar. La floraison a lieu presque tout au long de la journée (de février à novembre). Le tube courbé de la corolle est brusquement étranglé à la base et muni d'un anneau de poils transversal qui rend plus difficile l'accès au nectar pour les insectes pollinisateurs. L'androcée est constitué de quatre étamines didynames (paire externe plus longue que la paire interne), à anthères velues. La pollinisation est essentiellement entomophile (le plus souvent par des guêpes, bourdons et abeilles de la famille des Apoidea), la pollinisation croisée étant favorisée par le style au-dessus des anthères. En cas d'échec, l'autopollinisation reste cependant possible. Il arrive en effet que les bourdons ne se « fatiguent » pas à accéder au nectar par le haut de la fleur mais percent le calice ou la base de la corolle par leur puissante trompe, ouvrant le chemin aux insectes moins robustes. L'ovaire semi-infère est composé de deux carpelles soudés et d'un style gynobasique cylindrique prolongé par un stigmate bifide. Le fruit est un tétrakène (4 akènes tronqués au sommet). Les graines sont pourvues d'une excroissance, l'élaïosome, consommé par les fourmis qui participent à leur dissémination et à leur germination loin de la plante-mère (myrmécochorie).

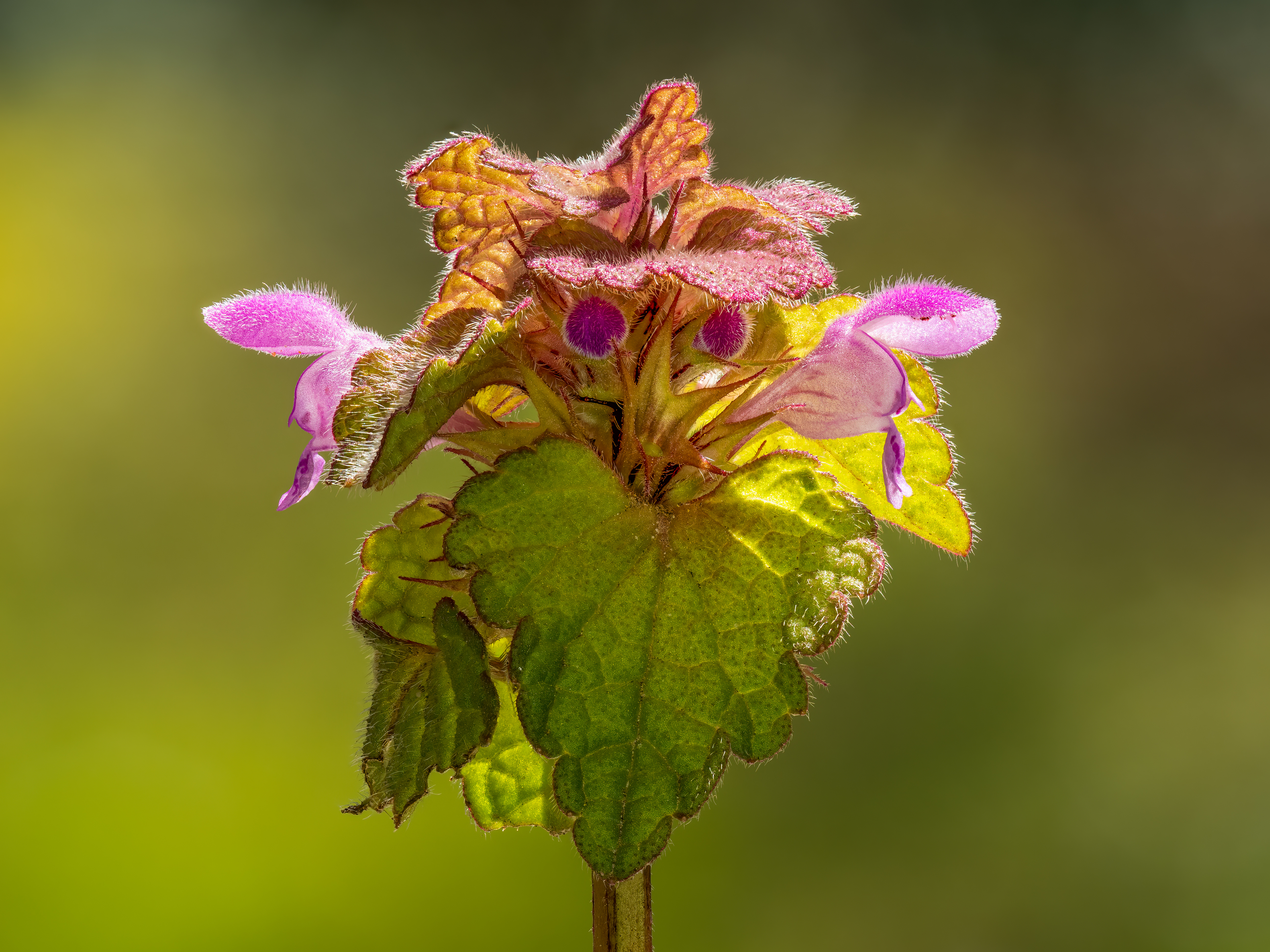
Inflorescence d'un Lamier pourpre.
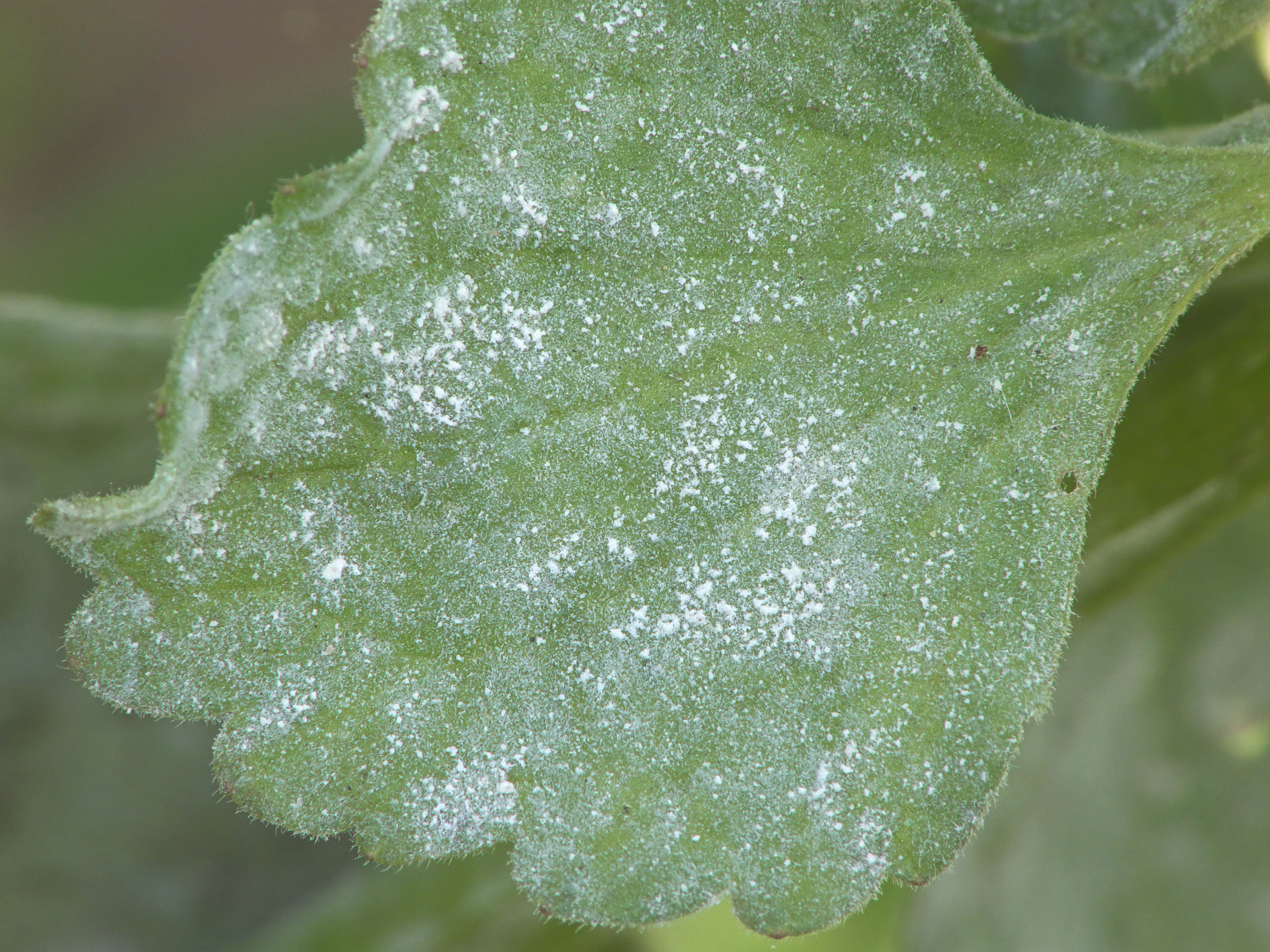
Feuille parasitée par un oïdium, Neoerysiphe galeopsidis (sv).
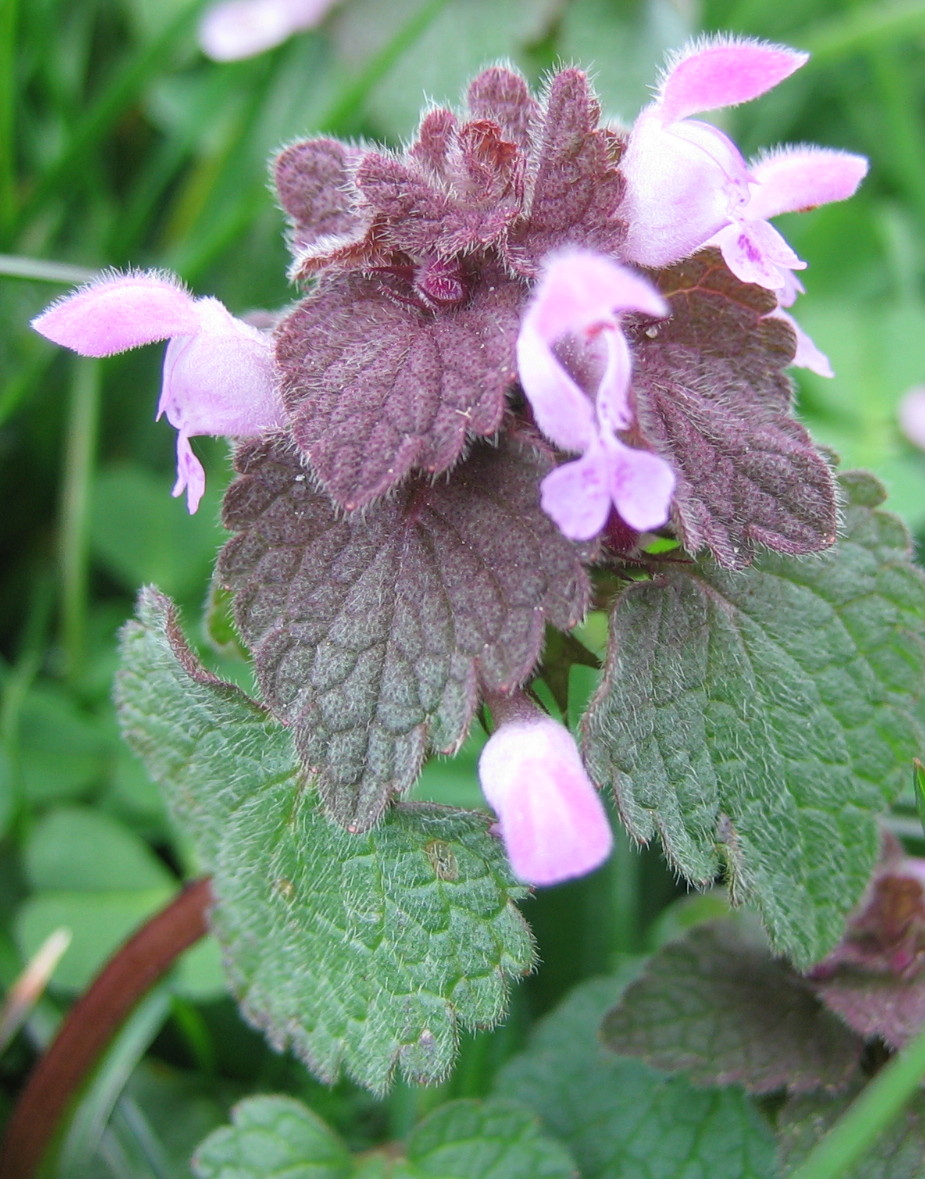
Feuilles gaufrées purpurines au sommet et inflorescence.
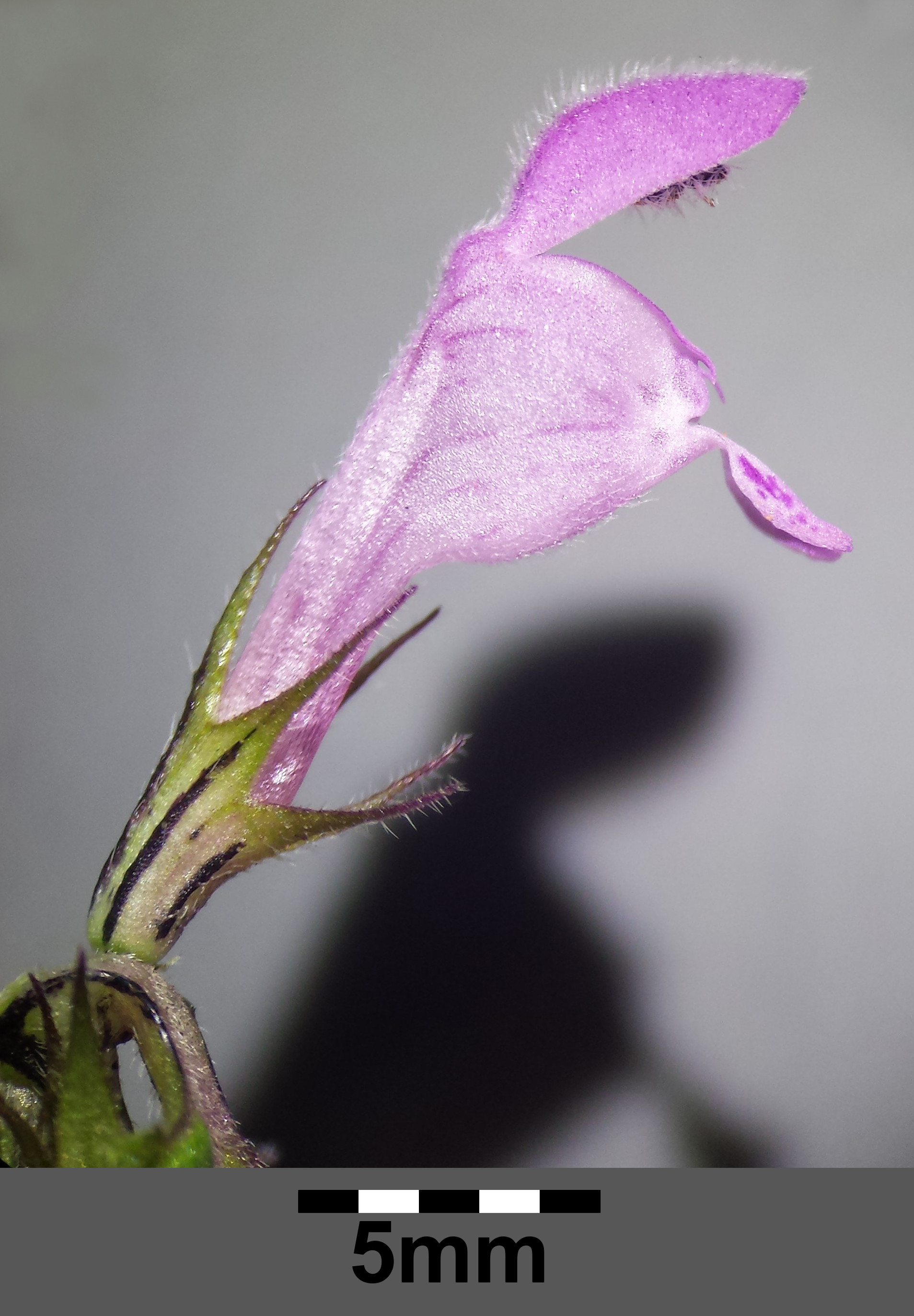
Dents du calice presque aussi longues que le tube de la corolle.
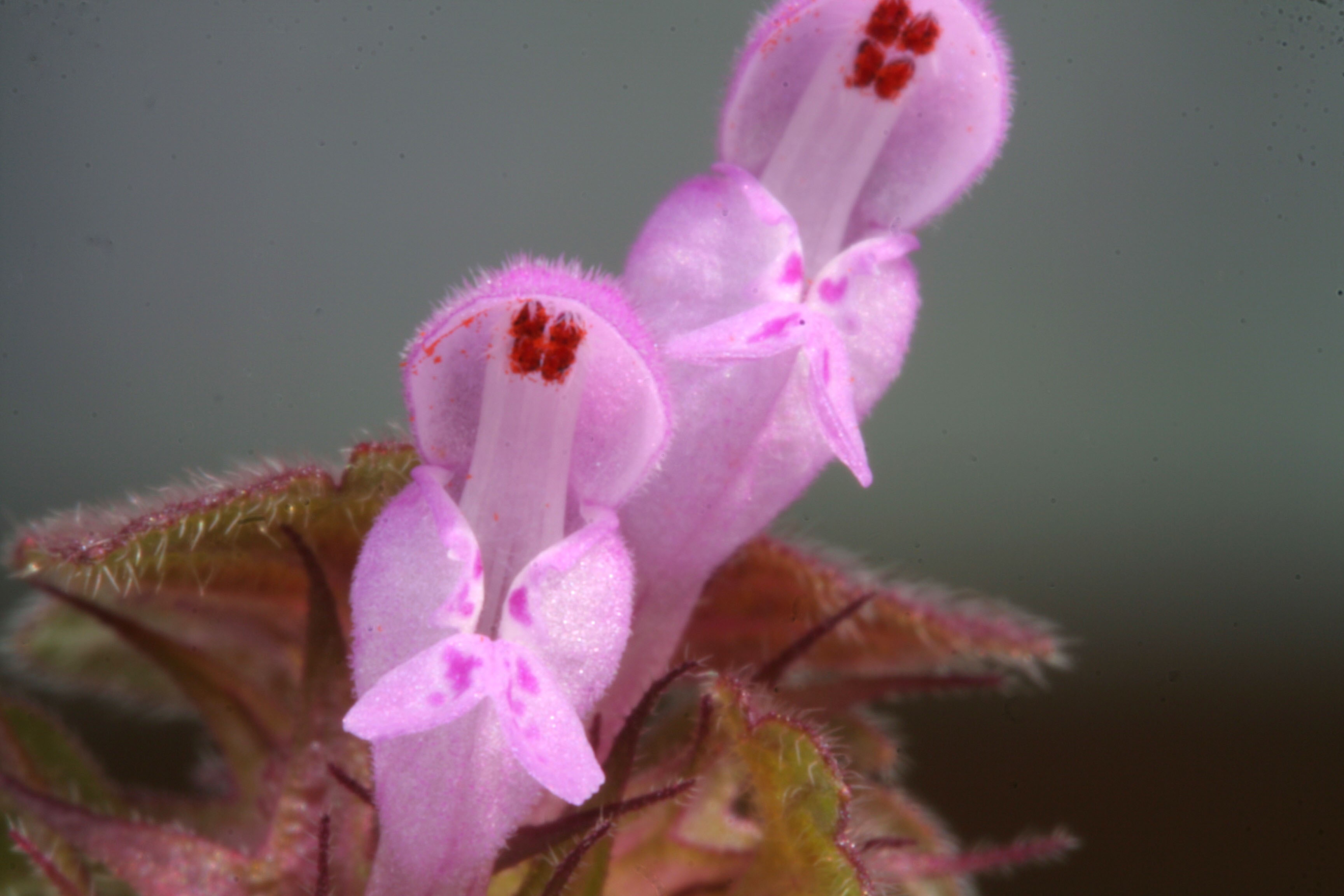
4 étamines protégées par le casque.
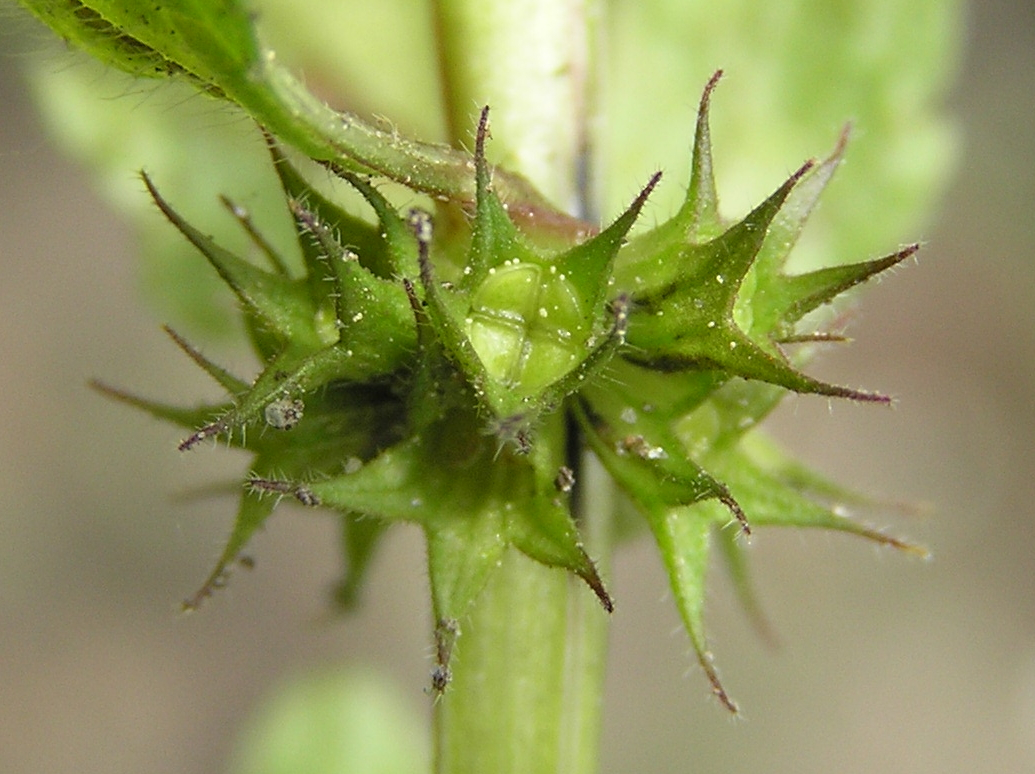
Tétrakène (appelé populairement fromageon) au fond du calice persistant.

## Habitat et répartition
Cette plante annuelle nitrocline a une forme de vie thérophyte adaptée à un régime de perturbation régulier, tirant parti des milieux qui éliminent la compétition, notamment les cultures basophiles (commensale des potagers, des parcelles amendées) et les substrats argileux : jachères, friches pionnières. Plante rudérale, elle colonise les décombres, les gravats, les ourlets et sous-bois basiphiles rudéralisés (en expositions chaudes), les zones près des habitations (jardin, cimetière).
L'aire de répartition est médioeuropéenne et eurasiatique.

## Utilisations
Ce lamier appelée « ortie rouge » ou « ortie puante » a de nombreux usages qui sont à l'origine de ses noms vernaculaires : « orvale des prés », « consoude tubéreuse », « pain de poulet ».

### Alimentaire
Les feuilles, les jeunes pousses feuillées et les têtes fleuries du lamier pourpre peuvent être consommées crues ou cuites (beignets, omelettes). Ajoutées aux salades, leur saveur peu prononcée (goût de champignon) est agréable mais moins que celle de l'ortie. Les feuilles forment un bon légume à cuire, utilisé notamment en soupe.

### Médicinale
Les feuilles et les sommités fleuries sont toniques, vulnéraires, astringentes, hémostatiques et expectorantes grâce à leur richesse en tanins, mucilages et glucosides,.
Les fleurs sont également utilisées pour préparer des tisanes contre la bronchite.

### Ludique
Les fleurs contiennent du nectar sucré, et les enfants aiment à les sucer après avoir coupé avec l'ongle un petit bout de la base du calice.
Les enfants peuvent confectionner un sifflet avec la tige séchée.

## Risques de confusion
Avant la floraison, il y a des risques de confusion des feuilles de lamier pourpre avec d'autres plantes comestibles (la mauve, des lamiers, l'épiaire des bois, l'ortie), mais aussi des toxiques, Meehania cordata (en) et la Véronique de Perse. La ballote a également une feuille gaufrée mais elle dépasse les 30 cm de haut, ne présente pas de teinte pourpre sur les feuilles, et ses feuilles et ses fleurs sont plus régulièrement réparties sur la tige.
La floraison permet de lever totalement tout risque de confusion.

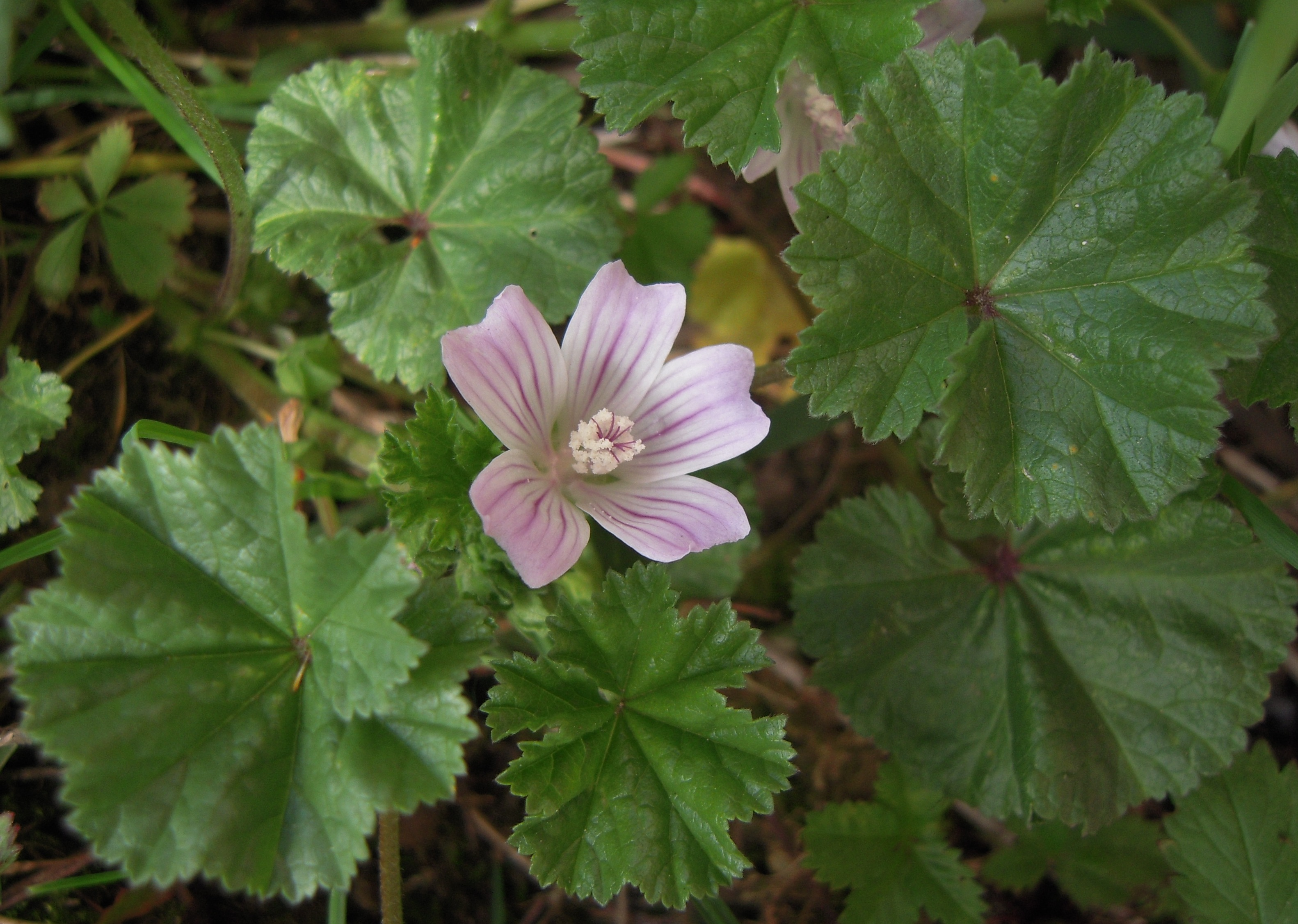
Mauve commune à tige non carrée
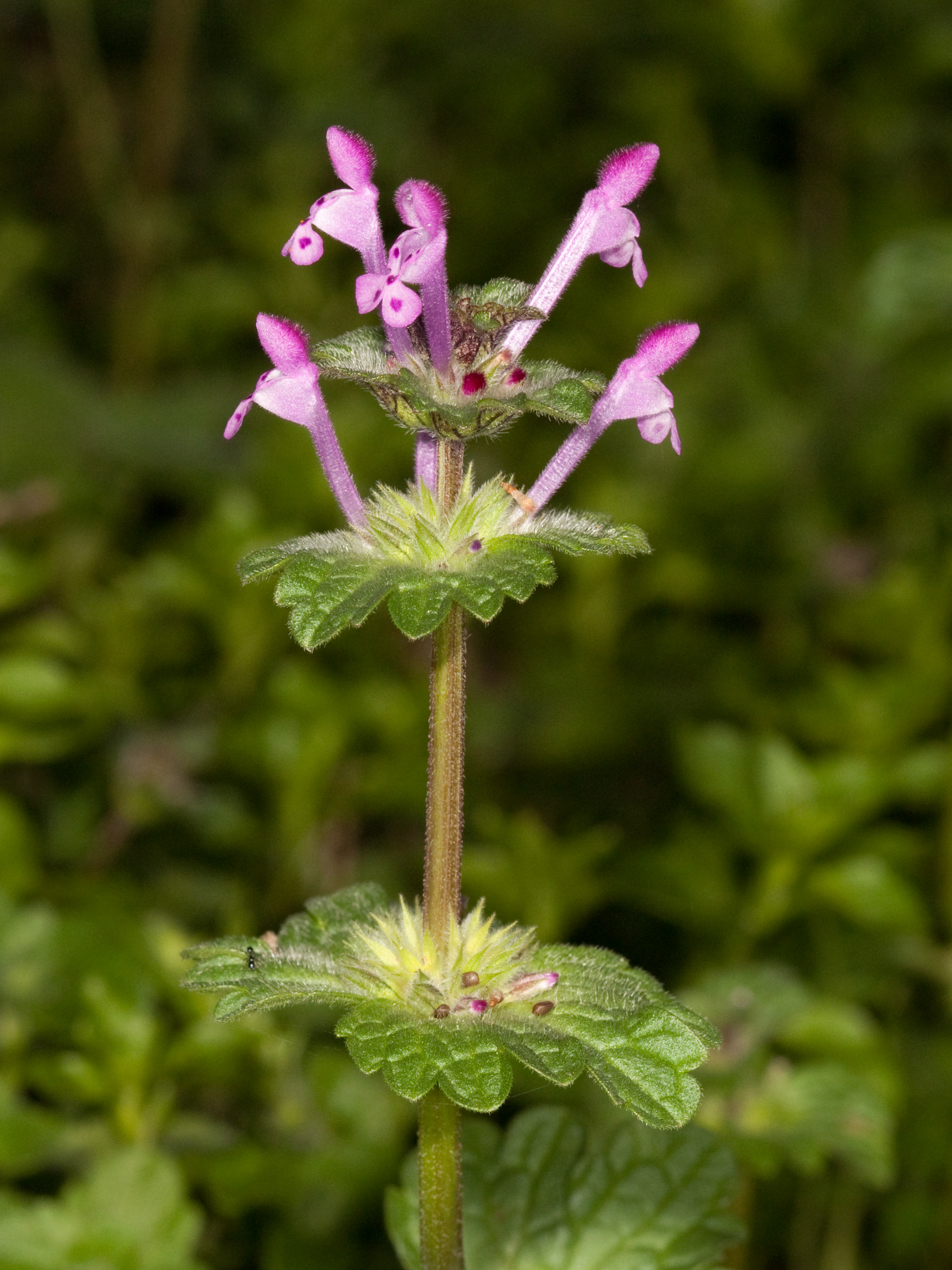
Lamier amplexicaule sans tige traçant qui s'enracinant aux nœuds.
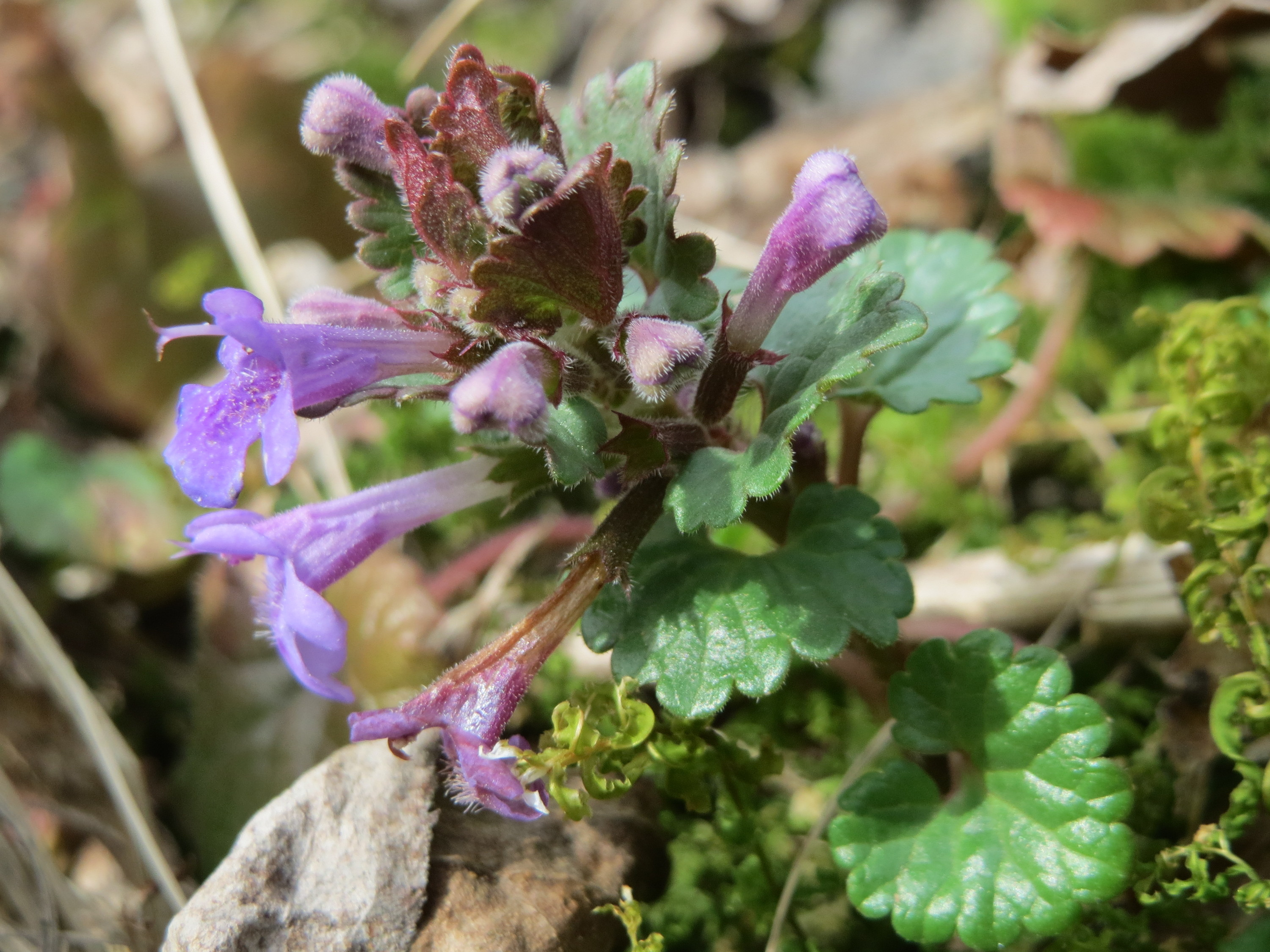
Le lierre terrestre est également dépourvu de stolon.
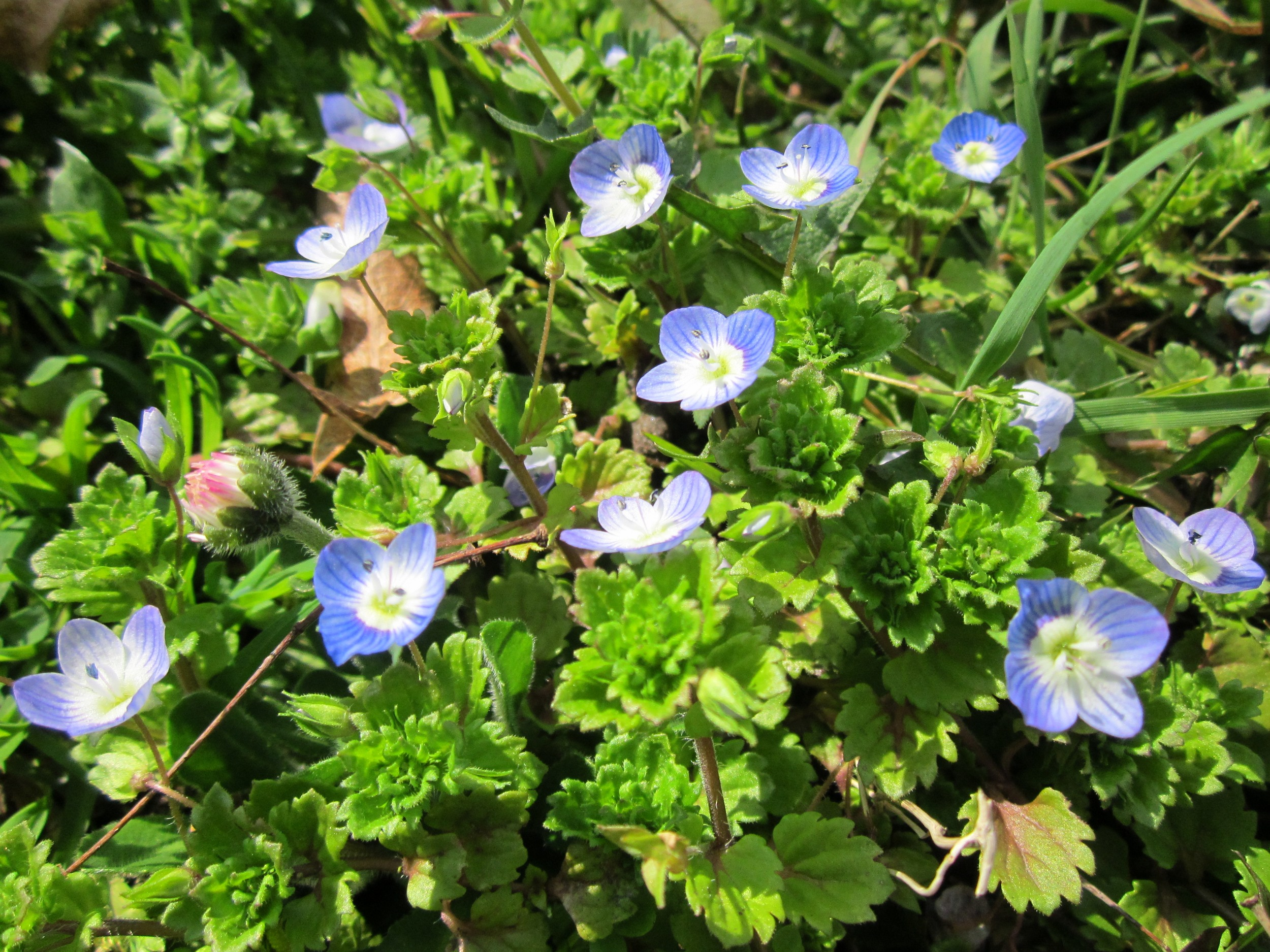
La Véronique de Perse a une fleur bleue bien distincte.
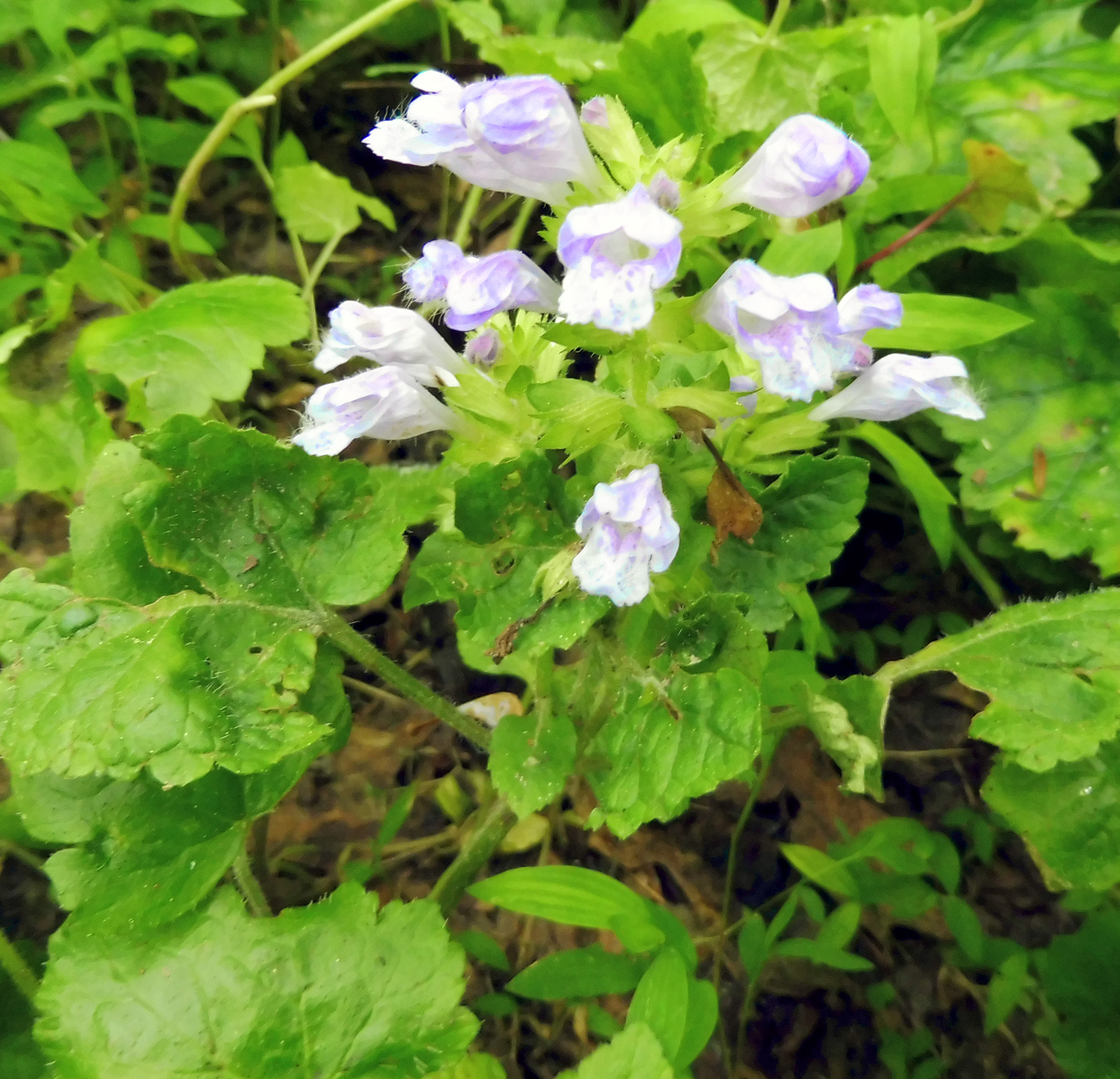
Meehania cordata est une vivace indigène de l'Amérique du Nord.
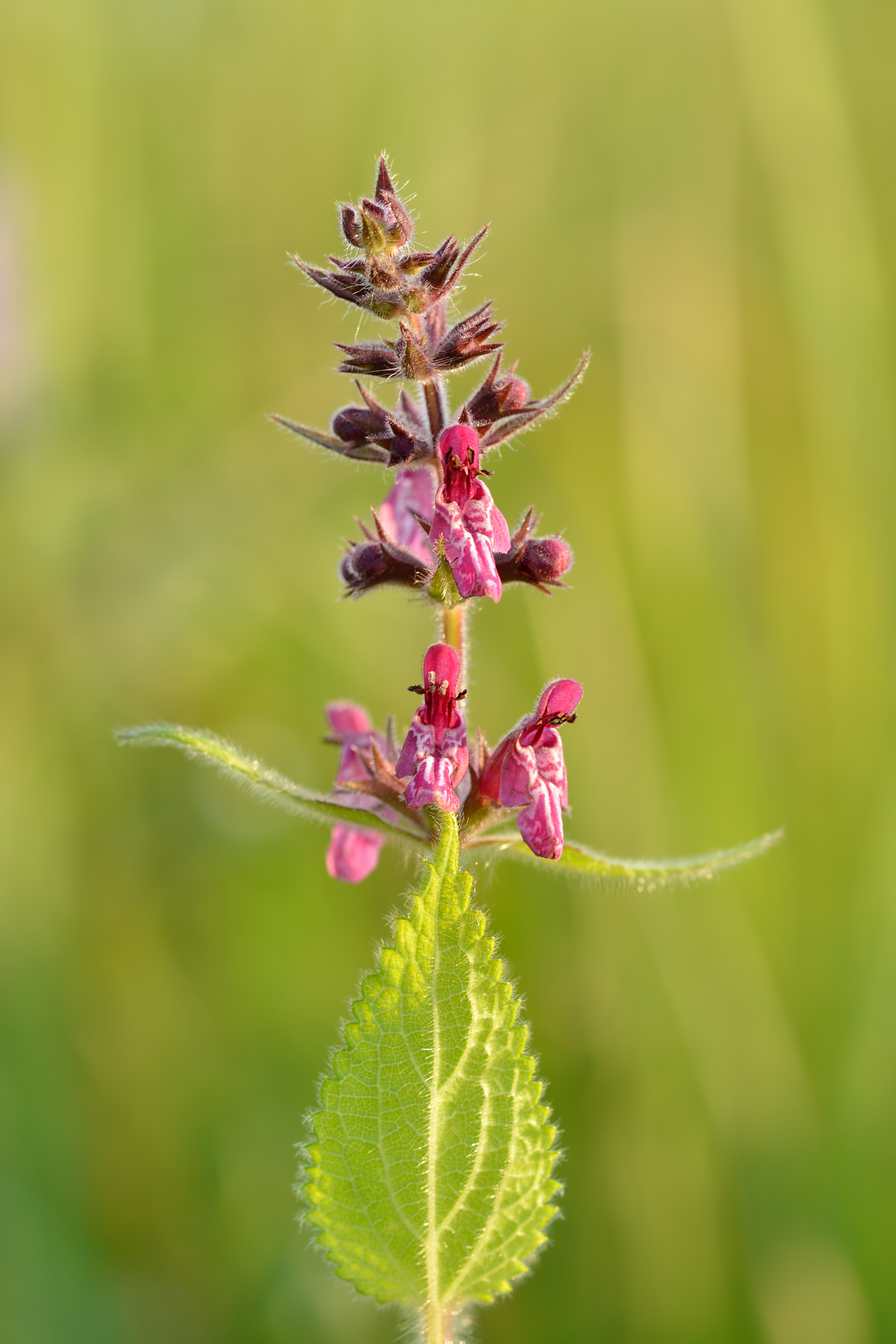
Épiaire des bois aux feuilles largement ovales.
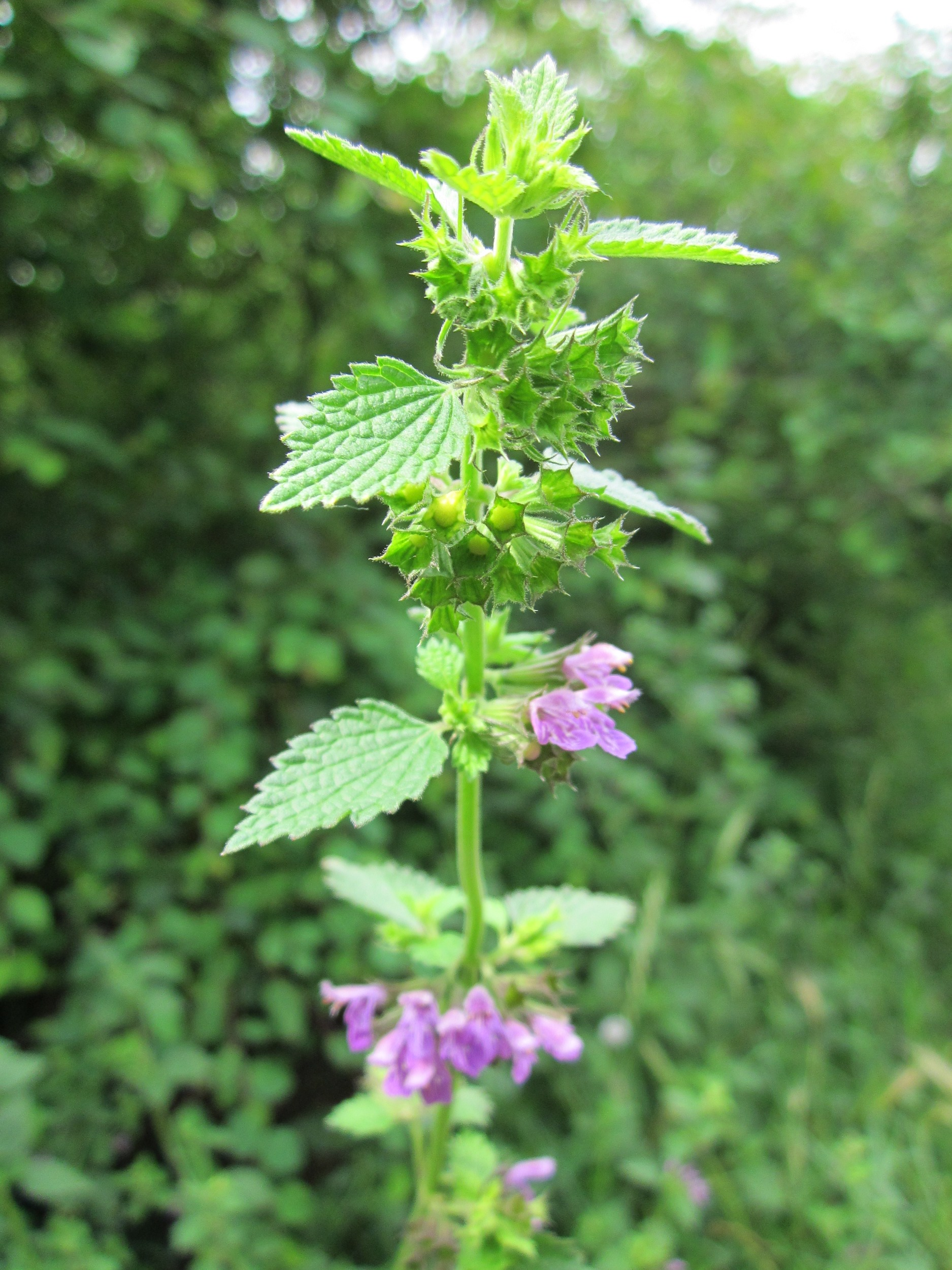
Ballote noire plus haute au stade adulte.

## Variétés (d'après ITIS)
- Lamium purpureum var. incisum (Willd.) Pers. (Syn. : Lamium dissectum With. ; Lamium hybridum auct. non Vill.)
- Lamium purpureum var. purpureum L.